# ジャン・ボノモ
ジャン・ボノモ（トルコ語:Can Bonomo、1987年5月24日 - ）は、トルコのユダヤ人歌手であり、2012年5月にアゼルバイジャンのバクーで開催されるユーロビジョン・ソング・コンテスト2012にトルコ代表として出場する。
トルコのイズミルに生まれ、8歳からギターを始めた。17歳でイスタンブールにて歌手としての活動を始める。イスタンブール・ビルギ大学（Istanbul Bilgi University）にてテレビ・映画製作について学び、彼の製作した番組はNumber One FM、Radio101、Radio Classといったラジオ局で放送された。

## アルバム
- Meczup（2011年）

## 受賞歴
- "2011 Golden Butterfly Television Awards" Best New Artist [4]